# Basquetebol 3x3 na Universíada de Verão de 2025

## Basquetebol 3x3 em Equipe
O basquetebol 3x3 na Universíada de Verão de 2025 foi disputado no salão de eventos Jahrhunderthalle, em Bochum, na Alemanha, entre 17 e 20 de julho de 2025.
Foi a primeira vez que o basquetebol 3x3 fez parte do programa da Universíada de Verão.

### Calendário
| Basquetebol 3x3 | Julho | Julho | Julho | Julho | Julho | Julho | Julho | Julho | Julho | Julho | Julho | Julho | Eventos |
| Basquetebol 3x3 | 16    | 17    | 18    | 19    | 20    | 21    | 22    | 23    | 24    | 25    | 26    | 27    | Eventos |
| --------------- | ----- | ----- | ----- | ----- | ----- | ----- | ----- | ----- | ----- | ----- | ----- | ----- | ------- |
|                 |       |       |       |       | 4     |       |       |       |       |       |       |       | 4       |

|  | Dia de competição |  | Dia de final |

### Medalhistas
| Evento    | Ouro         | Prata              | Bronze             |
| --------- | ------------ | ------------------ | ------------------ |
| Masculino | LTU Lituânia | USA Estados Unidos | CZE Chéquia        |
| Feminino  | GER Alemanha | CHN China          | USA Estados Unidos |

### Quadro de Medalhas
| Atualizado em 22h 21min de 31 de julho de 2025 (UTC) | v d e |

| Ordem | País               | Medalha de ouro | Medalha de prata | Medalha de bronze |   |
| ----- | ------------------ | --------------- | ---------------- | ----------------- | - |
| 1     | GER Alemanha       | 1               |                  |                   | 1 |
| 1     | LTU Lituânia       | 1               |                  |                   | 1 |
| 3     | USA Estados Unidos |                 | 1                | 1                 | 2 |
| 4     | CHN China          |                 | 1                |                   | 1 |
| 5     | CZE Chéquia        |                 |                  | 1                 | 1 |

## Basquetebol 3x3 em Cadeira de Rodas
O basquetebol 3x3 em Cadeira de Rodas na Universíada de Verão de 2025 foi disputado no salão de eventos Jahrhunderthalle, em Bochum, na Alemanha, entre 17 e 20 de julho de 2025.
Foi a primeira vez que o basquetebol 3x3 em Cadeira de Rodas fez parte do programa da Universíada de Verão e, também, as primeiras Universíadas de Verão a apresentar para-atletas e eventos paraesportivos, após sua introdução em Turim 2025, que aconteceu entre 13 e 23 de janeiro de 2025.

### Calendário
| Basquetebol 3x3 em Cadeira de Rodas | Julho | Julho | Julho | Julho | Julho | Julho | Julho | Julho | Julho | Julho | Julho | Julho | Eventos |
| Basquetebol 3x3 em Cadeira de Rodas | 16    | 17    | 18    | 19    | 20    | 21    | 22    | 23    | 24    | 25    | 26    | 27    | Eventos |
| ----------------------------------- | ----- | ----- | ----- | ----- | ----- | ----- | ----- | ----- | ----- | ----- | ----- | ----- | ------- |
|                                     |       |       |       |       | 4     |       |       |       |       |       |       |       | 4       |

|  | Dia de competição |  | Dia de final |

### Medalhistas
| Evento    | Ouro         | Prata            | Bronze             |
| --------- | ------------ | ---------------- | ------------------ |
| Masculino | ESP Espanha  | GBR Grã-Bretanha | USA Estados Unidos |
| Feminino  | GER Alemanha | ESP Espanha      | USA Estados Unidos |

### Quadro de Medalhas
| Atualizado em 22h 21min de 31 de julho de 2025 (UTC) | v d e |

| Ordem | País               | Medalha de ouro | Medalha de prata | Medalha de bronze |   |
| ----- | ------------------ | --------------- | ---------------- | ----------------- | - |
| 1     | ESP Espanha        | 1               | 1                |                   | 2 |
| 2     | GER Alemanha       | 1               |                  |                   | 1 |
| 3     | GBR Grã-Bretanha   |                 | 1                |                   | 1 |
| 4     | USA Estados Unidos |                 |                  | 2                 | 2 |